# ماوريسيو رودريغيز ألفيس دومينغيش
ماوريسيو رودريغيز ألفيس دومينغيش (3 يوليو 1978 في البرازيل – )؛ هو لاعب كرة قدم سابق كان يلعب كلاعب وسط.

## وصلات خارجية
- ماوريسيو رودريغيز ألفيس دومينغيش على موقع رابطة كرة القدم اليابانية للمحترفين (اليابانية)
- ماوريسيو رودريغيز ألفيس دومينغيش على موقع قاعدة بيانات كرة القدم.إي يو (الإنجليزية)
- ماوريسيو رودريغيز ألفيس دومينغيش على موقع عالم كرة القدم.نت (الإنجليزية)